# 横浜毎日新聞
横浜毎日新聞（よこはままいにちしんぶん）は、かつて存在した日本の新聞。日本初の日刊新聞とされる（のち夕刊新聞）。たびたび改題されており、東京毎日新聞（略称：「東毎」）と名乗っていた期間が最も長い。現存する全国紙の毎日新聞とは別系統である。

## 沿革
1871年1月28日（旧暦明治3年12月8日）、神奈川県久良岐郡横浜町（現・横浜市中区）で創刊された日本最初の日刊新聞。横浜活版社（のち横浜毎日新聞社）が発行。

### 貿易情報誌として創刊
当時の神奈川県令（県知事）・井関盛艮が近代新聞の必要性を横浜の貿易商達に説き、印刷業者の本木昌造・陽其二の協力の下、創刊に漕ぎ着けた。編集者は横浜税関の翻訳官だった子安峻（こやす・たかし）。この時に出資・創刊を行った島田豊寛が社長に就任。子安が退社した後は栗本鋤雲が編集長となり、栗本が退社した頃には妻木頼矩が編集を担当した時期がある。その後島田三郎（豊寛の養子）が編集長となり、仮名垣魯文が文章方（記者）となった。
発行経緯からわかるように当初は貿易に関する情報が紙面の中心となっていたが、次第に民権派の新聞と目されるようになる。

### 民権派新聞に
1879年（明治11年）11月18日、沼間守一が買収、社長も豊寛から沼間へ代わり東京・銀座元数寄屋町に移転し、『東京横浜毎日新聞』へと改題した。発行元も東京横浜毎日新聞社から毎日新聞社と改称した。肥塚龍らが執筆を担当して嚶鳴(おうめい)社系の民権新聞として確立し、後に嚶鳴社一派を率いて沼間も参加した立憲改進党の機関紙となった。1886年5月に『毎日新聞』、1906年7月には『東京毎日新聞』へとそれぞれ改題した。この間の1888年に沼間から肥塚龍へ、1894年に島田三郎へ社長が引き継がれ、日露戦争に対しては非戦論を展開したが、1903年10月に開戦論に転じた。
また、『毎日新聞』時代の1895年には樋口一葉の小説『軒もる月』が掲載されている。

### 経営不振、報知系列に
しかしながら経営は芳しくなく、1908年（明治41年）、報知新聞版元の報知社に身売り。東京・銀座尾張町にあった本社も、精養軒に売却され、その後、大日本麦酒の手に渡り、カフェー・ライオン→サッポロ銀座ビルを経て、現・銀座プレイスとなる。
本紙は本社を麹町区内幸町（現在の日比谷ダイビルの場所）に移転し、報知の傍系紙として存続するが、やがて報知でも持て余す存在となる。1914年（大正3年）、後に改造社を興す山本実彦に譲渡された。その後、頼母木桂吉の所有を経て、1918年には八千代生命保険（現・マニュライフ生命保険）創業者小原達明の所有となった。

### 「正義の味方、労働者の味方」を標榜
小原時代の東京毎日新聞は「我等は正義の味方也」というモットーを紙面や広告で標榜し、大杉栄を執筆者に迎えるなど、「正義の味方、労働者の味方」という思想的立場を取っていた。しかし新聞印刷工組合の正進会による新聞各社での労働争議（正進会争議）が自社に及ぶと、正進会に加入していた社員を解雇して社内での労働運動を弾圧したため、正進会の上部団体である労働組合同盟会から看板を偽る背信行為として非難された。

1923年（大正12年）の関東大震災で本紙は大きな被害を受け、所有権は小原から千葉博巳に移った。東京・内幸町の本社は三菱合資（現・三菱地所）を通じて、大阪ビルヂング社（現・ダイビル）の手に渡り、同じ麹町区の省電有楽町駅前にあった報知社本社（現・読売会館）内に移転して発行を続けた。

### 帝都日日新聞に吸収合併
1940年（昭和15年）11月30日、野依秀市経営の『帝都日日新聞』に吸収合併され、日本初の日刊紙であった本紙の題号は消滅した。これにより、東京で『毎日』と名乗る日刊一般紙が無くなったため、大阪毎日新聞社は東京日日新聞の題号を統一することにし、全国紙『毎日新聞』が誕生するという皮肉な結果になった。

### その後
東京毎日を合併した帝都日日は、大東亜戦争（太平洋戦争・第二次世界大戦）遂行へと突き進む軍部・大本営報道部・東條内閣を批判する言論で発売禁止や停刊を繰り返し、ついには1944年（昭和19年）4月3日、内閣情報局から新聞紙法および治安維持法に基づく発行停止命令を受け、廃刊に追い込まれる。終戦直後に一時復刊したが、野依が公職追放され再び休刊。対日講和から6年もの歳月が流れた1958年（昭和33年）7月19日にようやく完全復活を果たした。野依死後の1969年（昭和44年）7月1日、児玉誉士夫がオーナーを務めていた国民タイムズ（現・東京スポーツ）の旧紙名を引き継がせて、『やまと新聞』に改題した。21世紀に入ってからは、Webサイト更新により随時刊行する電子新聞に転換している。

## 著名な在籍者
- 石橋湛山 - 1908年（明治41年）入社。翌年、徴兵のため退社。後に第55代内閣総理大臣になる。
- 井土霊山 - 記者や編集長として、1880年代前半に「東京横浜毎日新聞」、1895年前後に「毎日新聞」、1914年以降には「東京毎日新聞」に在籍した[12]。
- 大杉栄[5][7]
- 尾崎士郎[7]
- 加藤勘十[7]
- 茅原華山[5][7]
- 岸上克己 - 幸徳秋水および横山源之助の薦めで1903年（明治36年）に入社、後に埼玉日日新聞主筆を経て浦和町議会議員。
- 木下尚江
- 肥塚龍 - 後に衆議院当選8回、副議長も務めた。
- 小泉又次郎 - 1887年（明治20年）島田の秘書となる。後に衆議院当選12回、貴族院勅選議員も務める大物となり、孫の小泉純一郎は第87-89代内閣総理大臣になった。
- 島田三郎 - 1874年（明治7年）入社。文部省を経て1881年に復帰、沼間の退任により社長に就任。後に衆議院当選14回、議長まで登り詰める大物国会議員となる。
- 杉村濬 - 1875年入社。後に外交官[13][14]。
- 関和知 - 1907年（明治40年）萬朝報から移籍。後に衆議院当選7回を重ねる有力議員となる。
- 平澤計七[7]
- 藤田勇[5][7] - 記者として在籍の後、1919年より社長を務める。
- 水野成夫 - 1925年に半年ほど在籍[3]。後に日本共産党中央機関紙『赤旗』初代編集長や産経新聞社社長などを歴任。
- 山口孤剣[7]
- 横山源之助

## 備考
- 本紙は日本で最初の日刊新聞であるとされる[1][3][4]。これ以前の近代新聞には、1861年5月創刊で週2回発行の英字新聞『ナガサキ・シッピング・リスト・アンド・アドバタイザー』[8]（長崎）、1861年10月創刊の英字新聞『ジャパン・ヘラルド』[8]（横浜）、1862年江戸幕府がオランダ語を翻訳した『官版バタビヤ新聞』[8]（江戸）、1865年ジョセフ・ヒコ（浜田彦蔵）が翻訳した『海外新聞』[8]（横浜）、1863年3月創刊の週刊英字新聞『ジャパン・コンマーシャル・ニュース』[8]（横浜）などがある。なお『ジャパン・ヘラルド』は、競合する後発の『ジャパン・コンマーシャル・ニュース』に対抗して『デイリー・ジャパン・ヘラルド』という広告主体の日刊紙を無料で配っていた[8]。この『デイリー・ジャパン・ヘラルド』（1863年[15]）を日本初の（外国語の）日刊新聞と見なし[15]、横浜毎日新聞の方は「日本初の日本語日刊新聞」[16]と言及される場合もある。
- 幕末の新聞は半紙を二つ折り、若しくは四つ折りにしたものを数枚まとめた「冊子」であったが、本紙は当初から、洋紙の両面に記事を鉛活字で印刷していた[17][8]。
- 「本紙は創刊時は『横浜新聞』という題名で、その後『横浜毎日新聞』へ改題された」という説がかつて存在した[8]。例えば宮武外骨の書いた文章[18]はその説を採用している（甘利璋八によると、この説はそもそも宮武が言い出したものだという[8]）。しかし現在では創刊時から『横浜毎日新聞』という題名だったことが確認されている[1][8][4]。創刊日時についてもかつては諸説あったが、旧暦明治3年12月8日創刊で確定している[8]。これらが確定したのは、創刊第1号の実物が1964年に発見されたことによる[8][註 7]。
- 毎日新聞社の母体となった大阪毎日新聞（大毎）が東京に進出する際、『電報新聞』（1906年6月の買収後『毎日電報』[19]へと改名、のちに毎日が吸収[19]）に続く東京での足掛かりとして目を付けたのが、当時報知新聞系列で『東京毎日新聞』と名乗っていた本紙であった[19]。大阪毎日と東京毎日で名称的にも相性が良いと思われたが[19]、買収交渉は不首尾だった[19]。やがて三菱財閥系列の『東京日日新聞』（東日）から営業譲渡の打診があったため、大毎は東日の買収を選んだ[19]。
- 宮武外骨によると、本紙が『毎日新聞』から『東京毎日新聞』へと改題した（1906年7月[1]）のは、大毎の『毎日電報』買収（1906年6月[19]）から同社の東京進出の意図を察し、先手を取って混同を避けるためであったという[18]。さらに宮武は、後年に本紙が大毎側へ題名の売却を持ち掛けたが、大毎がこれを拒絶したとも述べている[18]。このため、大毎と東日が題号を統一して『毎日新聞』が誕生するのは、新聞統制により本紙が帝都日日に合同した後の、1943年（昭和18年）まで待たねばならなかった。
- 1990年代に不二出版から復刻版が出版された[20]。

## 脚註

### 註釈
1. ↑  現・横浜市中区本町6-50-1
2. ↑  現・東京都中央区銀座5-4-3
3. ↑  現・東京都中央区銀座5-8-1
4. ↑  現・東京都千代田区内幸町1-2-2
5. ↑  旧暦明治3年12月8日
6. ↑  子安は岐阜県出身、後に読売新聞の発行元日就社の初代社長となった。[9]
7. ↑  不二出版の横浜毎日新聞復刻版のカタログの2ページ目に創刊号の画像が掲載されており、その題名は『横濱新聞』ではなく『横濱毎日新聞』、日付は『明治三年庚午十二月八日』となっている[17]。